# گادزول اکپولو
گادزول اکپولو (انگلیسی: Godswill Ekpolo؛ زادهٔ ۱۴ مهٔ ۱۹۹۵) بازیکن فوتبال اهل نیجریه است که در لیگ برتر فوتبال سوئد در باشگاه فوتبال هکن بازی می‌کند. پست او در زمین دفاع راست و بعضاً دفاع وسط می‌باشد.

## زندگی حرفه‌ای
گادزول اکپولو در سال ۲۰۰۲ با خانواده‌اش از نیجریه به اسپانیا نقل مکان کرد و در تاراگونا اقامت گزید. او با تیم جوانان در باشگاه فوتبال بارسلونا فوتبال را شروع کرد و مدتی در نیمکت ذخیره بود و در نهایت کاپیتان تیم زیر ۲۱ سال شد.